# Jade (Vorname)
Jade ist ein vorwiegend weiblicher, aber auch männlicher Vorname, abgeleitet vom Schmuckstein Jade.

## Namensträgerinnen
- Jade Alleyne (* 2001), schottische Schauspielerin
- Jade Barbosa (* 1991), brasilianische Turnerin
- Jade Boho Sayo (* 1986), spanisch-äquatorialguineische Fußballspielerin
- Jade Carey (* 2000), US-amerikanische Turnerin
- Jade Y. Chen (* 1957), taiwanische Journalistin und Schriftstellerin
- Jade Edmistone (* 1982), australische Schwimmerin
- Jade Eshete, US-amerikanische Schauspielerin
- Jade Ewen (* 1988), britische Schauspielerin und Sängerin
- Jade Goody (1981–2009), britische Reality-TV-Teilnehmerin
- Jade Grillet Aubert (* 1997), französische Freestyle-Skierin
- Jade Jagger (* 1971), französische Mode- und Schmuckdesignerin
- Jade Johnson (* 1980), britische Weitspringerin
- Jade Jones (* 1993), britische Taekwondoin
- Jade Lally (* 1987), britische Diskuswerferin
- Jade Laroche (* 1989), französische Stripperin und Pornodarstellerin
- Jade Leung (* 1969), chinesische Schauspielerin
- Jade Lewis (* 1998), neuseeländische Tennisspielerin
- Jade Marcela (* 1980), US-amerikanische Pornofilm-Darstellerin
- Jade Moore (* 1990), englische Fußballspielerin
- Jade Morgan (* 1987), südafrikanische Badmintonspielerin
- Jade Pettyjohn (* 2000), US-amerikanische Schauspielerin
- Jade Ramsey (* 1988), britische Schauspielerin
- Jade Raymond (* 1975), kanadische Videospiel-Produzentin
- Jade Starr (* 1981), US-amerikanische Pornodarstellerin und Schauspielerin
- Jade Villalon (auch Jade Valerie; * 1980), US-amerikanische Pop-Sängerin und Songwriterin
- Jade Wilcoxson (* 1978), US-amerikanische Radrennfahrerin
- Jade Windley (* 1990), britische Tennisspielerin

## Namensträger
- Jade Galbraith (* 1982), kanadischer Eishockeyspieler
- Jade North (* 1982), australischer Fußballspieler
- Jade Puget (* 1973), US-amerikanischer Gitarrist
- Jade Yorker (* 1985), US-amerikanischer Schauspieler

## Fiktiver Charakter
- Die Figur von Lofi Girl soll Jade genannt werden[1]
- Jade Harley ist der Name einer der Hauptfiguren des Webcomics Homestuck.[2]